# Буда семейства
Във Ваджраяна будизма Петте Дхяни Буди (кит.: 金刚界五智如来 или 五方佛), познати като Петте Татхагати на мъдростта (五智如来), наричат ги още Петте Велики буди или Петте Джини (джина – скт. „завоевател“ или „победител“), които представляват петте качества на Буда. Терминът „дхяни буда“ за пръв път е записан в английския език от британския поданик в Непал Брайън Хъджсън в началото на 19 век и не е заверен и удостоверен, от който и да е от оцелелите традиционни основни източници. Тези пет буди са често предмет на Ваджраяна мандалите. Те също така са основен обект на почитане и медитация в японската будистка школа Шингон, която е част от Ваджраяна будизма, основана в Япония от Кукай.

## Произход
Петте Буди на мъдростта са по-късно развитие, на базата разработване на концепции от будистката школа Йогачара, отнасящи се като Джнана будите на Трикая (скт. три е „три“, кая е „тяло“) теорията, която приема като факт трите „тела“ на Буда. Будите на мъдростта са всички аспекти на Дхармакая или „тяло на истината“, което въплъщава принципа на просветлението. Първоначално двама буди се появяват, които представляват мъдростта и състраданието, а те са, съответно, Акшобхя и Амитабха Буда. Допълнително разграничение въплъщава аспектите на силата и активността, както и аспекта на красотата, или духовните богатства. В Сутрата Златна светлина (ранна Махаяна сутра) фигурите в нея са били наречени Дундубусхвара и Ратнакету, но с течение на времето имената им са променени на Амогхасидхи и Ратнасамбхава. А името на централната фигура в сутрата се променило на Вайрочана.
Когато тези буди са представени в мандали, те не винаги имат един и същи цвят и не винаги са свързани с едни и същи посоки. Например, Акшобхя и Вайрочана могат да бъдат разменени. Представени във Вайрочана мандала, останалите три буди се подреждат така:
|                     | Акшобхя (изток)                    |                    |
| Амогхасидхи (север) | Вайрочана (главен аспект - център) | Ратнасамбхава (юг) |
|                     | Амитабха (запад)                   |                    |

## Лотосово семейство
- Трансформира привързаността в различаваща мъдрост
- Цвят: червен
- Елемент: огън
- Мудра: медитация
- Знак за принадлежност: Лотос
- Посока: запад
- Сричка: ХРИ
- Пример: Буда Амитабха

## Скъпоценно семейство
- Трансформира гордостта в равнопоставяща мъдрост
- Цвят: жълт
- Елемент: земя
- Мудра: дясната ръка – висше даване
- Знак за принадлежност: скъпоценност
- Посока: юг
- Сричка: ТРАМ
- Пример: Буда Ратнасамбхава

## Буда Семейство
- Трансформира невежеството във всепроникваща мъдрост
- Цвят: бял
- Елемент: пространство
- Мудра: преподаване
- Знак за принадлежност: колелото на учението
- Посока: център
- Сричка: ОМ
- Пример: Буда Вайрочана

## Карма семейство (семейство на активността)
- Трансформира ревността в мъдрост на преживяването
- Цвят: зелен
- Елемент: вятър
- Мудра: дясна ръка – жест на безстрашието
- Знак за принадлежност: меч
- Посока: север
- Сричка: А
- Пример: Буда Амогхасидхи и Зелената Тара

## Диамантено семейство
- Трансформира гнева в огледалоподобна мъдрост
- Цвят: син
- Елемент: вода
- Мудра: дясната ръка докосва земята
- Знак за принадлежност: диамант
- Посока: изток
- Сричка: ХУНГ
- Пример: Буда Акшобхя